# بوب كاستر
بوب كاستر (بالإنجليزية: Bob Custer)‏ هو ممثل أمريكي، ولد في 18 أكتوبر 1898 في فرانكفورت في الولايات المتحدة، وتوفي في 27 ديسمبر 1974 في توررانسي في الولايات المتحدة.

## وصلات خارجية
- بوب كاستر على موقع IMDb (الإنجليزية)
- بوب كاستر على موقع قاعدة بيانات الفيلم (الإنجليزية)